# مركزية الإنسان

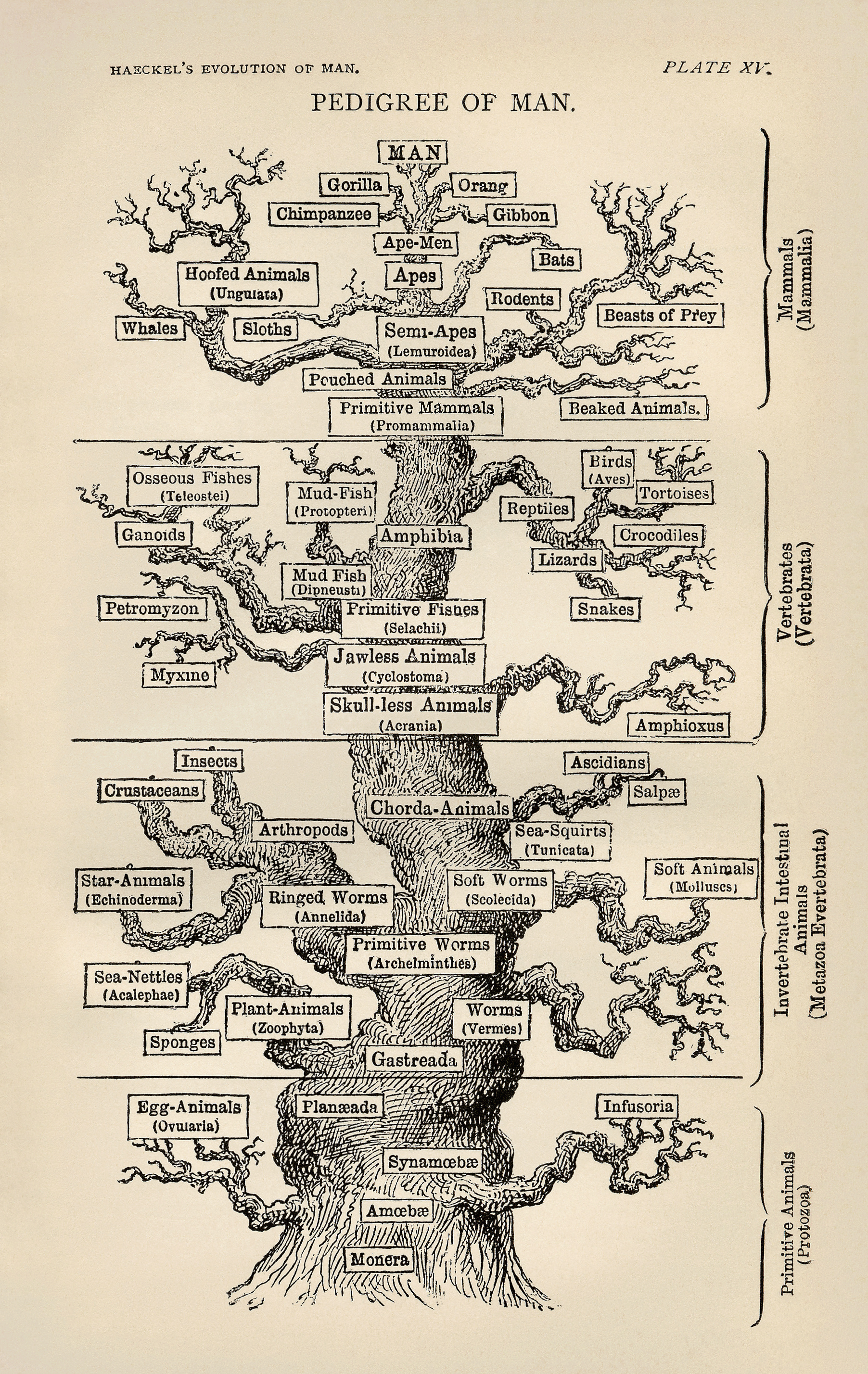

مركزية الإنسان هي الاعتقاد أن الكائنات البشرية هي الكيان الأكثر أهمية في الكون. تفسر مركزية الإنسان أو تعتبر الكون بمعاني القيم والتجارب الإنسانية. يمكن استخدام هذا المصطلح بشكل متداخل مع المركزية الإنسانوية ويُشير البعض إلى المفهوم بصفته سيطرةً إنسانية أو استثنائية إنسانية. تُعتبر المركزية الإنسانية مُضمنة بشكل عميق في عدد من الثقافات الإنسانية المعاصرة والأفعال الواعية. تُعد المركزية الإنسانية مفهومًا أساسيًا في مجال الأخلاق البيئية و الفلسفة البيئية، إذ تُعتبر غالبًا السبب الجذري للمشاكل الناشئة من الأفعال الإنسانية ضمن المحيط الحيوي.
ومع ذلك، يُصرح العديد من أنصار المركزية الإنسانية أن هذه ليست القضية الضرورية؛ يحاججون أن الرؤية الصوتية طويلة الأمد تعترف أن البيئة الصحية والمستدامة ضرورية للبشر وأن القضية الأساسية هي المركزية الإنسانية السطحية.

## الفلسفة البيئية
طُرحت المركزية الإنسانية المعروفة أيضًا بالتفوق الإنساني من قبل بعض المدافعين عن البيئة في كتب مثل «اعترافات محارب بيئي» الذي كتبه ديف فوريمان و«الغضب الأخضر» الذي كتبه كريستوفر مانيس، بصفتها السبب الكامن (إن لم يكن الموضح) لماذا تسيطر الإنسانية وترى الحاجة لتطوير معظم كوكب الأرض.
يعتقد البعض أن المركزية الإنسانية هي المفهوم الإشكالي المركزي في الفلسفة البيئية، إذ تُستخدم لجذب الانتباه للادعاءات أن هناك تحيز ممنهج في السلوكيات الغربية التقليدية تجاه العالم غير العاقل. حاجج فال بلوموود أن المركزية الإنسانية تلعب دورًا مماثلًا في النظرية الخضراء لما تلعبه المركزية الذكورية في النظرية النسوية والمركزية العرقية في النظرية المناهضة للعنصرية. يُطلق بلوموود على التمركز الإنساني «مركزية إنسانية» للتأكيد على هذا التوازي.
انتُقدت إحدى أولى المقالات الفلسفية المطولة التي تتحدث عن الأخلاق البيئية؛ مقالة جون باسمور «مسؤولية الإنسان تجاه الطبيعة»، من قبل المدافعين عن علم البيئة المتقدم بسبب مركزيتها الإنسانية، إذ يعتقد أنها تأسيسية في الفكر الأخلاقي الغربي. بالتأكيد، يؤكد المدافعون عن المركزية الإنسانية المهتمون بالأزمة البيئية أن إصلاح البيئة الصحية والمستدامة أمر ضروري للرفاهية الإنسانية بشكل معاكس لمصلحتها الشخصية. المشكلة بوجهة النظر السطحية ليس أنها ممركزة إنسانيًا بل وفقًا لويليام غري: «الخطأ في الرؤى السطحية ليس اهتمامها برفاهية البشر، بل لأنها لا تعتبر بشكل حقيقي ما تنطوي عليه الرفاهية. وفقًا لوجهة النظر هذه، علينا أن نطور فكرة مركزية إنسانية غنية ومدعمة للمصلحة البشرية لاستبدال التصور السائد قصير المدى والجزئي والمصلحي». بدوره، حاجج بلوموود في مقالته «الثقافة البيئية: الأزمة البيئية للعقل» أن مركزية غري الإنسانية غير كافية.
من المهم ملاحظة أن العديد من المدافعين عن البيئة المخلصين يعتمدون رؤية فلسفية نوعًا ما تدعم حقيقة أنهم يحاججون من أجل إنقاذ البيئة من أجل مصلحة البشر. يكتب غراي: «يجب أن نكون مهتمين بتعزيز محيط حيوي غني ومتنوع ونابض بالحياة. قد يُضمن الازدهار الإنساني بصفته جزءًا شرعيًا من هذا الازدهار». يُقال أن هذا الاهتمام بالادزهار الإنساني بين ازدهار الحياة ككل هو شكل غير مميز من علم البيئة المتقدم والمركزية الحيوية التي اقتُرحت بصفتها أطروحة مناقضة للمركزية الإنسانية وشكل معمم من المركزية الإنسانية.

## التقليد اليهودي-المسيحي
كان موسى بن ميمون، وهو عالم توراة عاش في القرن الثاني عشر الميلادي، شهيرًا لكونه مناهضًا للمركزية الإنسانية بشكل قاطع. أطلق بن ميمون على الإنسان وصف «مجرد قطرة ساقطة من المحفظة» و«ليس الإنسان محور العالم». ادعى أيضًا أن التفكير المركزي الإنساني هو ما يسبب جنوح البشر للتفكير بوجود الأشياء الشريرة في الطبيعة. وفقًا لرابي نورما لام فإن موسى بن ميمون «دحض بهذا أفكار الإنسان المفرطة حول أهميته وحثنا على التخلي عن هذه التخيلات».
في سلسلة تلفزيونية على شبكة سي بي سي عام 1985، استكشف الدكتور دافيد سوزوكي جذور المركزية الإنسانية في العهد القديم وكيف شكلت رؤيتنا للحيوانات غير العاقلة. يرتكز اعتقاد بعض المناصرين المسيحيين للمركزية الإنسانية على الإنجيل، مثل الآية 1:26 من سفر التكوين:
وَقَالَ اللهُ: «نَعْمَلُ الإِنْسَانَ عَلَى صُورَتِنَا كَشَبَهِنَا، فَيَتَسَلَّطُونَ عَلَى سَمَكِ الْبَحْرِ وَعَلَى طَيْرِ السَّمَاءِ وَعَلَى الْبَهَائِمِ، وَعَلَى كُلِّ الأَرْضِ، وَعَلَى جَمِيعِ الدَّبَّابَاتِ الَّتِي تَدِبُّ عَلَى الأَرْضِ».
يُعد استخدام كلمة «يتسلطون» في سفر التكوين أمرًا مثيرًا للجدل. يعتبر العديد من علماء الإنجيل، لا سيما الرومان الكاثوليك والمسيحيين الآخرين غير البروتستانتيين، هذه الكلمة ترجمةً معيبة لكلمة تعني الإدارة والتي تصور أن على البشرية الاعتناء بكوكب الأرض وأشكال الحياة المختلفة فيها.

## حقوق الإنسان
تُعد المركزية الإنسانية الأساس لبعض المفاهيم الطبيعية لحقوق الإنسان. يحاجج المدافعون عن المركزية الإنسانية بأنها الفرضية الأساسية والضرورية للدفاع عن حقوق الإنسان الكونية، إذ ما يُهم أخلاقيًا هو ببساطة أن تكون أنسانًا. على سبيل المثال، كتب الفيلسوف المعروف مرتيمر ج. أدلر: «أولئك الذين يعارضون التمييز الضار على أساس أخلاقي مفاده أن جميع البشر، كونهم متساوون بإنسانيتهم، يجب أن يُعاملوا بمساواة في جميع الجوانب التي تتعلق بإنسانيتهم المشتركة، لن يملكوا أساسًا قويًا واقعيًل لدعم مبدأهم المعياري». يقول أدلر هنا أن إنكار ما يُطلق عليه الآن الاستثنائية البشرية يمكن أن يقود إلى الاستبداد، كاتبًا أنه إذ وصلنا للاعتقاد أن البشر لا يملكون حالة أخلاقية فريدة، سينهار الأساس الفكري لحرياتنا: «لماذا، إذن، لا تستطيع مجموعة من الرجال المتفوقين تبرير استعبادهم أو إباداتهم لمجموعات بشرية أدنى منهم على أسس واقعية وأخلاقية مماثلة لتلك التي نستخدمها لتبرير معاملتنا مع الحيوانات التي نُسخِّرها كدواب للحمل والتي نذبجها من أجل الطعام والملبس أو التي ندمرها بصفتها آفات حاملة للمرض أو مفترسات خطيرة؟».
كتب المؤلف والمدافع عن المركزية الإنسانية ويسلي ج. سميث من معهد ديسكفري أن الاستنثائية البشرية هي ما تؤسس لواجبات البشر تجاه بعضهم وتجاه العالم الطبيعي ولمعاملة الحيوانات بشكل إنساني. كتب ويسلي في كتاب «الفأر هو خنزير هو كلب هو صبي» وهو نقد لإيديولوجية حقوق الحيوان: «لأننا نوع فريد بلا نقاش -النوع الوحيد القادر على التفكُّر بقضايا أخلاقية وافتراض مسؤوليات- نحن قادرون بشكل فريد على فهم الفرق بين الصح والخطأ، وبين الخير والشر وبين التصرف المناسب وغير المناسب تجاه الحيوانات. أو لنضعها بشكل أكثر اقتضابًا؛ إذ كان كونك إنسانًا ليس ما يتطلب منك معاملة الحيوانات بشكل إنساني من سيفعل ذلك في العالم؟».

## حقوق الحيوانات
انتُقدت المركزية الإنسانية من قبل مناصري حقوق ورعاية الحيوان، الذين أكدوا أن الاعتقاد القائل أن البشر أهم من الحيوانات الأخرى هو اعتقاد خاطئ وإن الحيوانات غير العاقلة مثلها مثل البشر تملك قيمة جوهرية. لعل أحد أوائل المنتقدين للمركزية الإنسانية هو عالم الحيوان والفيلسوف ج. هاوارد مور الذي حاجج في كتابه «القرابة الكونية» أن تشارلز داروين في كتابه أصل الأنواع «أغلق القدر الغاشم للمركزية الإنسانية» وأن:
«لم يعد للفجوة النفسية بين الكائنات البشرية وغير البشرية من وجود، خارج المخيلة الخصبة للإنسان، أكثر من الفجوة المادية المفترضة سابقًا. إنها محض خيال صرف. إن هذا الافتراض هو من بقايا غرور المركزية البشرية المتناقص سريعًا، وتديمه الأنانية والغرور البشري من عصر إلى عصر. لا يمتلك هذا الافتراض أساسًا لا في العلم أو في الفطرة السليمة. يسعى الإنسان إلى التخفيف من ذنبه بالثناء على نفسه وبتجاهل وإهانة ضحاياه».
جادل فلاسفة مثل بيتر سينغر ودافيد بيرس ضد أخلاقيات المركزية الإنسانية، بدلًا من مناصرة الأخلاقيات المضادة للتمييز بين الأنواع التي بدلًا من أن تعطي قيمةً أكبر للبشر بناءً على عصوية نوعهم، تجزم أن «الأشياء المتساوية، والتي لها مصالح متساوية بشكل قوي يجب أن تُعد متساوية». يرتكز هذا المبدأ النفعي على القول «لكي يعتبر كل شخص فردًا، لا يجب اعتبار أي شخص أكثر من كونه فردًا واحدًا»، الذي نسبه جون ستيوارت ميل إلى جيريمي بانثام في كتابه النفعية.

## حسب علم النفس
في علم النفس الإدراكي، تم تعريف مصطلح التفكير الإنساني المركزي كـ "الميل إلى الاستدلال حول الأنواع البيولوجية أو العمليات غير المألوفة عن طريق القياس بالإنسان." التفكير بواسطة القياس هو استراتيجية تفكير جذابة، ومن المغري تطبيق تجربتك الشخصية ككائن إنسان على الأنظمة البيولوجية الأخرى. على سبيل المثال، نظرًا لأن الموت يعتبر عادة شيئًا غير مرغوب فيه، قد يكون من المغري تكوين الفهم الخاطئ بأن الموت على مستوى الخلية أو في أماكن أخرى في الطبيعة أمر غير مرغوب فيه بالمثل (على الرغم من أن موت الخلية المبرمج يعتبر في الواقع ظاهرة فسيولوجية أساسية، وتعتمد النظم البيئية أيضًا على الموت). وعلى العكس من ذلك، يمكن أن يؤدي التفكير الإنساني المركزي أيضًا إلى تقليل السمات البشرية المميزة للكائنات الأخرى. على سبيل المثال، قد يكون من المغري أن نفترض بشكل خاطئ أن حيوانًا يختلف كثيرًا عن الإنسان، مثل حشرة، لن يشترك في سمات بيولوجية معينة، مثل التكاثر أو الدورة الدموية.
تم دراسة التفكير الإنساني المركزي بشكل رئيسي في الأطفال الصغار (في الغالب حتى سن العاشرة) من قبل علماء النفس التطوريين الذين يهتمون بصلته بتعليم الأحياء. وقد وُجد أن الأطفال حتى سن السادسة يمكنهم أن يعزوا السمات البشرية إلى الأنواع غير المألوفة بالنسبة لهم (في اليابان)، مثل الأرانب، والجراد، والزنابق. على الرغم من أن هناك قليل من المعرفة حول استمرارية هذا النمط من التفكير في سن متأخرة، إلا أن هناك أدلة تشير إلى أن هذا النمط من التفكير الاستثنائي بالنسبة للبشر يمكن أن يستمر على الأقل حتى سن الشباب المبكر، حتى بين الطلاب الذين تلقوا تعليمًا متزايدًا في مجال الأحياء.
فُحِصَت فكرة أن التفكير الإنساني المركزي هو خاصية إنسانية فطرية من خلال دراسة الأطفال الأمريكيين الذين نشأوا في البيئات الحضرية، والذين يبدو أنه يظهر لديهم بين سن الثالثة والخامسة كوجهة نظر مكتسبة. يبدو أن استخدام الأطفال للتفكير الإنساني المركزي يختلف تبعًا لتجاربهم مع الطبيعة، والافتراضات الثقافية حول مكانة الإنسان في العالم الطبيعي. على سبيل المثال، وفي حين وُجِد أن الأطفال الصغار الذين يربون أسماك الذهب يفكرون في الضفادع على أنها تشبه الأسماك الذهبية أكثر، فإن الأطفال الآخرون كانوا يميلون إلى التفكير في الضفادع من منظور البشر. بشكل عام، يبدو أن الأطفال الذين نشأوا في البيئات الريفية يستخدمون التفكير الإنساني المركزي بشكل أقل من أقرانهم الذين نشأوا في البيئات الحضرية بسبب معرفتهم الأكبر بأنواع مختلفة من الحيوانات والنباتات. وقد وُجِد في الدراسات التي تشمل الأطفال من بعض الشعوب الأصلية في الأمريكتين أن هناك استخداماً قليلاً للتفكير الإنساني المركزي. أظهرت دراسة للأطفال من شعب ويتشي في أمريكا الجنوبية توجهًا نحو التفكير في الكائنات الحية من خلال تشابهاتها التصنيفية المُدركة واعتباراتها البيئية والتقاليد الروحية، مما أسفر عن رؤية أقل درجة من التفكير الإنساني المركزي للعالم الطبيعي مما يعيشه الكثير من الأطفال في المجتمعات الغربية.